# Пясъчната лилия
Пясъчната лилия е поддържан резерват в Югоизточна България.

## Статут
Обявен е като резерват на 29 юни 1962 г. и след това е прекатегоризиран на поддържан резерват на 15 октомври 1999 г. Целта на обявяването е да се опази едно от най-големите находища на пясъчна лилия върху пясъчни дюни.

### Охрана и управление
- РИОСВ Бургас

## Местоположение
Разположен е в местността Каваците (Чайка), на няколко километра южно от град Созопол. Обхваща част от плажната ивица, има площ от 0.6 ха.

## Екологични проблеми
Резерватът е пример за остри екологични проблеми и неадекватно управление на защитена територия. Допуска се изхвърлянето на отпадъци и застрояването на околността му. Негативно влияние оказва и прякото унищожаване на растения от туристи. Може да се твърди, че резервата практически е неохраняем. Оградата се руши, а информационно-обозначителните табели са остарели, ръждясали и се нуждаят от подмяна.